# Pomossexualidade
Pomossexual é utilizado para descrever indivíduos que evitam classificar a sua orientação sexual através de um rótulo específico como hetero, homo ou bissexual, sendo assim rejeitam uma identidade sexual. É uma palavra-valise dos termos pomo - uma abreviação de pós-modernismo - e sexual, sendo assim um neologismo. Não deve ser confundido com a assexualidade, uma orientação sexual caracterizada pela atração sexual por nenhum sexo ou gênero.

## Etimologia
Pomossexualidade é formada ao se adicionar o prefixo pomo- (estenografia para pós-moderno) para o adjetivo -sexual, e é utilizado em referência a si próprio como um protesto contra rótulos pré-estabelecidos.

### Origem
Carol Queen e Lawrence Schimel [en], editores e escritores ativistas do sexo-positivo, popularizaram o termo, ao utilizá-lo como título de uma antologia de dissertações publicada em 1997. Nela, eles descrevem pomossexualidade como a realidade da "erótica" além das limitações do gênero, do separatismo, e do essencialismo das noções de orientação sexual." Na introdução eles afirmam,
| “ | Nós não propomos que 'pomossexual' substitua GLBT&S. Nós não estamos interessados em adicionar ainda outro nome novo à enorme quantidade que nós já temos, embora nós reconheçamos a utilidade de possuir um nome pelo qual todos GLBT&Ss possam ser chamados. 'Pomossexual' faz referência a homossexualidade ao mesmo tempo em que descreve os exteriores à comunidade, os queers queer, que parecem não conseguir ficar parados em uma só identidade simples e agradável. Nós cunhamos o termo para situar o este livro e suas dissertações em conjunto e na relação à comunidade GLBT&S. Ele é em todos aspectos um artefato de, e de várias maneiras uma repercussão para, esta comunidade--ou mais, para determinados pressupostos mantidos amplamente com e/ou sobre ele, pressupostos essencialistas sobre o que significa ser queer. Nós reagimos contra estes pressupostos, do mesmo modo que o pós-modernismo da arte foi uma reação contra o Modernismo". | ” |

O andrologista Sudhakar Krishnamurthy afirmou que ele sentia isso mais como um rótulo de modismo ou estilo de vida; ele afirma "Agora é moderno pertencer a uma nova categoria. Até onde a pomossexualidade vai, a moda é não acreditar em nenhuma das comportamentalizações".

## Uso

Uma das bandeiras de orgulho propostas para representar pomossexuais

Pomossexuais, ao se desvencilharem do estruturalismo identitário, podem ter seu desejo sexual mais ligado a alguma fantasia, fetiche ou outra prática sexual não convencional, conhecida como kink, do que a algum gênero ou sexo, podendo assim um indivíduo determinar sua sexualidade como indefinida ou incerta perante os rótulos pré-estabelecidos. Certos estudos incluem girlfags e guydykes como pomossexuais de gênero queer.
Há também, pessoas com uma atração complexa ou fluida demais para defini-la em termos de afeto sexual, qualificando sua condição como uma não-orientação sexual. Alguns são apáticos ou indiferentes ao sexo, podendo entrar na área cinza do espectro assexual. Muitos não conseguem distinguir se o que sentem é atrações a um só gênero, múltiplos gêneros ou nenhum.
As categorias identitárias podem nunca contemplarem ou descreverem totalmente como um pomossexual realmente é, dentro de sua individualidade. Há também aqueles que usam a neurossexualidade, permutando-a com a pomo-, de forma a descrever a neurodiversidade como um fator importante e influente para sua condição e categorização.
Pós-sexualidades, como tecnossexuais, ecossexuais e sapiossexuais, também já foram enquadradas na pomossexualidade durante a história, como formas contemporâneas, pós-modernas ou pós-estruturais de sexualidade. Há também a visão pós-colonial e decolonial das pessoas queers de cor. As interpretações, para a variação e indefinição do pomossexual, podem se dar através da descolonização e desconstrução do dualismo sexual, podendo ser "não-binária" (ou não-dual), como não se houvesse outra palavra para sua experiência, sentindo que talvez, no futuro, nossas ideias e filosofias sobre o que é nossa "identidade" irão avançar, onde estaremos confortáveis com uma autoidentificação própria, sendo útil para questionantes.
Identidades como proculsexual e fictossexual, que designam atração por celebridades ou personagens fictícias, podem descrever vivências atípicas perante a alonormatividade antropocêntrica, muitas vezes enfrentando estigma, chamada de sexualismo humano-orientado.